# Christine Fröhlich
Christine Fröhlich (* 24. Dezember 1948 in Langenwang, Steiermark; † 11. August 2015 in Heiterwang, Tirol) war eine österreichische Politikerin (ÖVP).

## Leben
Nach Besuch der achtjährigen Volksschule in Langenwang von 1955 bis 1963 absolvierte Christine Fröhlich eine Lehre in der Gastwirtschaft. Über ihren Beruf kam sie nach Tirol, wo sie seitdem in Heiterwang lebte.
Hier arbeitete sie ab 1971 als Zahlkellnerin im Tourismus. Dennoch ging sie später auch anderen Berufen nach. So war sie zwei Jahre Verkäuferin im Bekleidungshandel, danach von 1976 bis 1988 Hausfrau, und zuletzt ab 1988 erneut als Schankhilfe in der Gastronomie.
Ab 1984 engagierte sich Fröhlich auch in der Österreichischen Frauenbewegung, als sie zur Ortsleiterin von Heiterwang gewählt wurde. Nachdem sie 1989 die Leitung der Frauenbewegung im Bezirk Reutte übernommen hatte, wurde sie 1999 stellvertretende Landesvorsitzende der Frauenbewegung im gesamten Bundesland Tirol gewählt.
Im Dezember 2002 wurde Fröhlich in Wien als Mitglied des Bundesrats vereidigt. Der Länderkammer gehörte sie daraufhin bis Juni 2008 an.
Christine Fröhlich war mit Rudolf Fröhlich verheiratet, einem ehemaligen Bürgermeister von Heiterwang. Die beiden haben drei Kinder.

## Auszeichnung
- Verdienstmedaille des Landes Tirol